# Кипяток

Кипение воды в чайнике

Кипято́к — вода, доведённая до точки кипения (кипящая или только что вскипевшая), то есть достигшая температуры кипения (вода, подвергнутая процедуре кипячения, но уже остывшая, называется кипячёной; кипячёная вода применяется как питьевая). 
Точная температура, при которой горячая вода становится кипятком, не определена (сама температура кипения воды варьирует с высотой над уровнем моря), но в науке и приготовлении кофе обычно употребляется диапазон 90–95 °С.
Кипение воды сопровождается обильным выделением пара, при этом из состава жидкости выделяются свободные молекулы. Для чистой пресной воды при нормальном давлении в одну атмосферу температура кипения составляет 100 °C.
В кипятке быстро погибает большинство болезнетворных микробов, также из жёсткой воды выпадают в осадок соли, образуя осадок, называемый в быту накипью.
Кипяток применяется для заваривания чая, какао и кофе, для ополаскивания фруктов и овощей с целью дезинфекции, размораживания замёрзших металлических механизмов (замков и т. д.).
В быту для получения кипятка применяются чайники, кипятильники и (ранее широко распространённые в России) самовары.